# Боразджан
Боразджа́н или Боразджу́н (перс. برازجان‎) — город на юге Ирана, в провинции Бушир. Административный центр шахрестана Дештестан. Второй по численности населения город провинции.

## География
Город находится в центральной части Бушира, на равнине, между побережьем Персидского залива и хребтами юго-западного Загроса, на высоте 94 метров над уровнем моря.
Боразджан расположен на расстоянии приблизительно 50 километров к северо-востоку от Бушира, административного центра провинции и на расстоянии 705 километров к югу от Тегерана, столицы страны. Большинство трудоспособного населения занято в сельском хозяйстве, а также в промышленном производстве.

## История

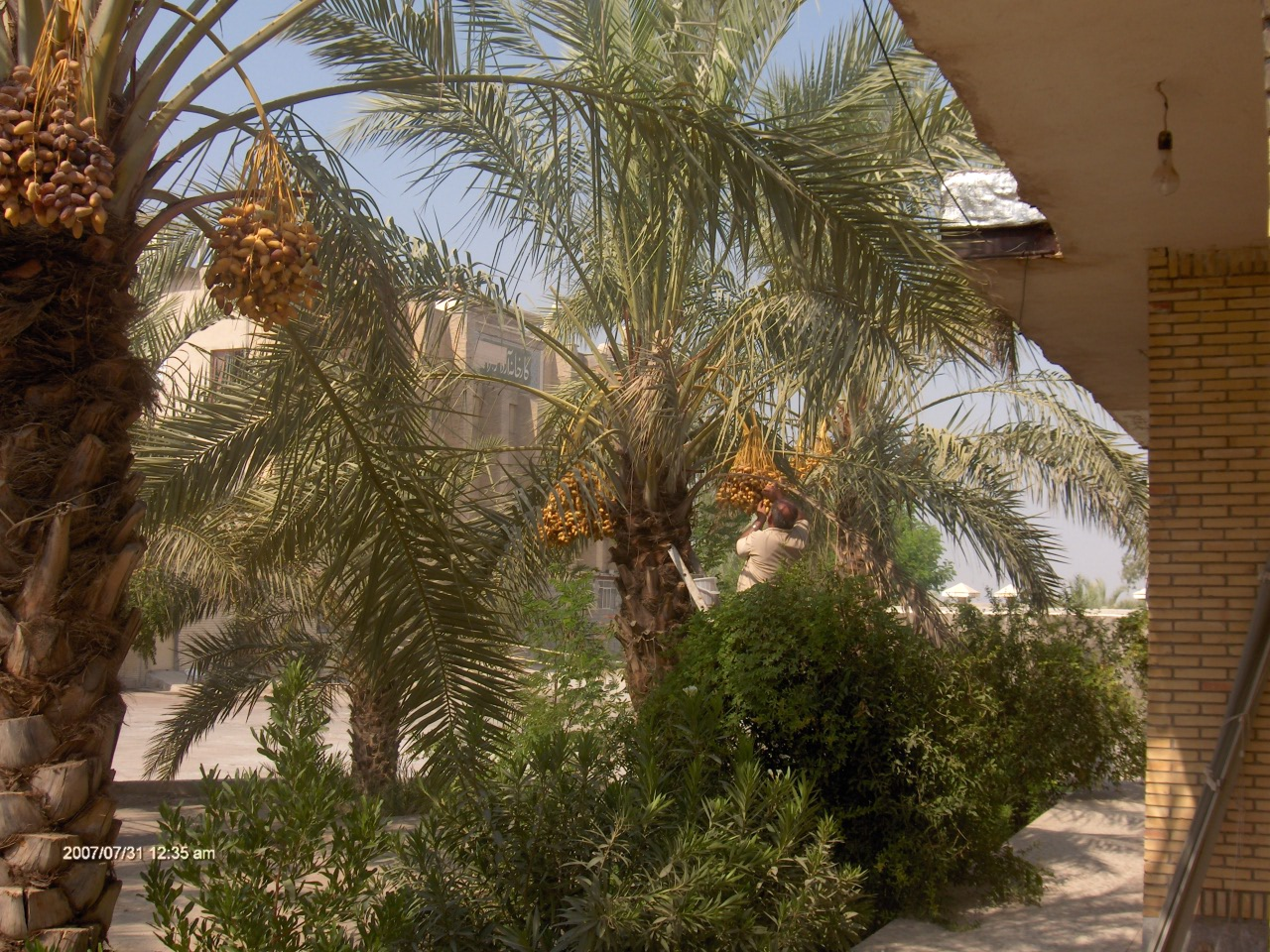
Сбор урожая фиников в окрестностях города

Город, основанный более чем 300 лет назад, изначально находился на побережье Персидского залива, но, со временем, из-за колебаний уровня воды в заливе, береговая линия отступила, обнажив большое количество солевых отложений.
Во время Второй мировой войны английскими войсками была проложена железная дорога, соединявшая города Бушир и Боразджан и демонтированная после их ухода.

## Население
На 2006 год население составляло 92 221 человека; в национальном составе преобладают персы, в конфессиональном — мусульмане-шииты.
| 1986   | 1991   | 1996   | 2006   | 2011   |
| ------ | ------ | ------ | ------ | ------ |
| 67 061 | 75 841 | 80 161 | 92 221 | 97 463 |